# Willem de Kooning Academie

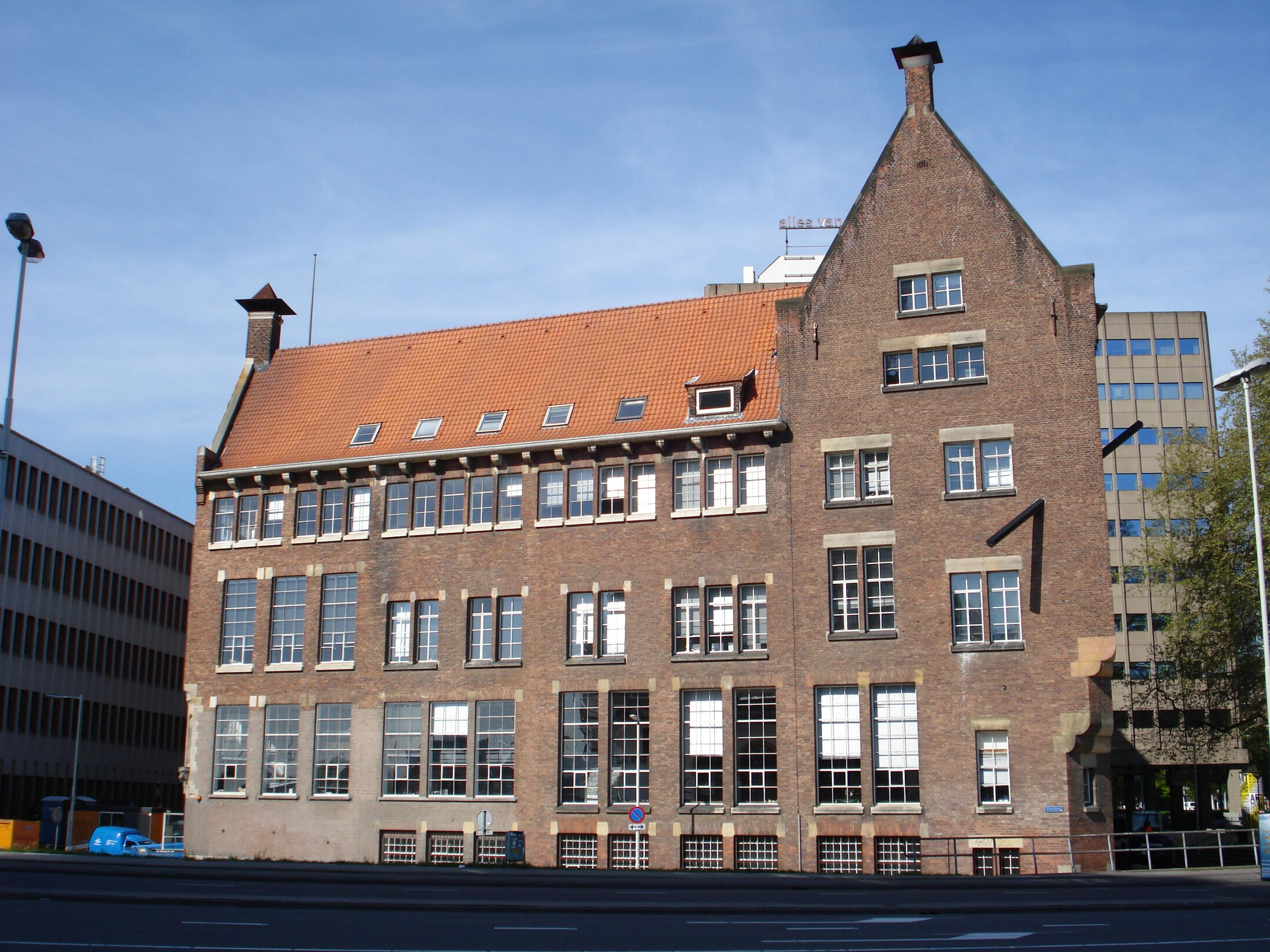
Willem de Kooning Academie

Die Willem de Kooning Academie ist eine 1773 unter dem Namen Hierdoor tot Hooger in Rotterdam gegründete Kunstakademie. 1998 erhielt sie ihren heutigen Namen in Erinnerung an den Künstler Willem de Kooning.

## Bekannte Absolventen
- Fides Becker (1962–)
- Henk de Bouter (1968–)
- Michiel Brinkman (1873–1925)
- Lieven De Cauter (1959–)
- Wim Chabot (1907–1977)
- Simone Dettmeijer (1944–)
- Kees van Dongen (1877–1968)
- Frans van Eijk (1938–)
- Barend Hooijkaas jr. (1855–1934)
- Willem Hussem (1900–1974)
- Clazien Immink (1946–)
- Willem de Kooning (1904–1997)
- Cor Kraat (1946–)
- Jonas Lund (1984–)
- Herman van der Kloot Meijburg (1875–1961)
- Bram Moerland (1939–)
- Joep van Lieshout (1963–)
- Arend Odé (1865–1955)
- Charles Rochussen (1814–1894)
- J.C.J. van Schagen (1891–1985)
- Frédérique Spigt (1957–)
- Kees Torn (1967–)
- Petrus van der Velden (1837–1913)
- Willem van Veldhuizen (1954–)
- Anton Vrede (1953–)
- Leo Vroegindeweij (1955–)
- Fiep Westendorp (1916–2004)
- Piet Zwart (1885–1977)